# Геліотропізм соняшника

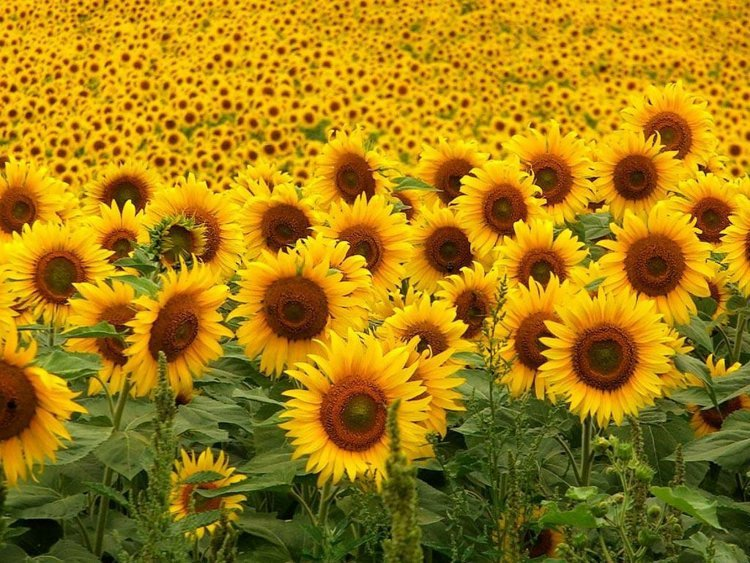
Поле соняшників

Геліотропізм соняшника — циркадна зміна орієнтації верхівки молодої рослини зі сходу на захід протягом дня та із заходу на схід у ночі та орієнтація квіток соняшника після зацвітання на схід.

## Механізм
Механізм геліотропізму соняшника було відкрито у 2016 році       .